# Epifanio Avilés Rojas
Epifanio Avilés Rojas (Rincón Chámacua, Guerrero, 27 de abril de 1933) es un profesor guerrerense, miembro de la Asociación Cívica Nacional Revolucionaria (ACNR) y víctima de desaparición forzada desde el 19 de mayo de 1969. Fue detenido en Coyuca de Catalán, Guerrero por un grupo de soldados al mando del mayor de infantería Antonio López Rivera. Al día siguiente fue subido por el general Miguel Bracamontes, comandante de la 35 Zona militar a una avioneta militar con destino al Campo Militar Número Uno del Ejército mexicano. Desde entonces se desconoce su paradero. Su caso es el primero documentado como desaparición forzada en México.

## Biografía
Epifanio nació en Rincón del Chavo, Guerrero el 27 de abril de 1933. Segundo de los tres hijos de Catalina Rojas y Román Avilés, esposo de Braulia Jaimes y padre de tres hijos. Fue un joven alegre; le gustaban los deportes, jugar al fútbol y al voleibol, trabajar el campo y cazar güilotas, aves pequeñas que luego cocinaban en su casa. Al morir sus padres, Epifanio quedó al cuidado de su abuela, quien murió cuando él tenía 14 años.
Conoció a su esposa Braulia Jaimes a los 18 años y compartían la pasión por la enseñanza. Braulia y Epifanio trabajaban la tierra que alquilaban, sembrarndo maíz y ajonjolí. Al terminar la cosecha, se mudaban a Acapulco. Epifanio trabajó como policía en Acapulco, Iguala y Ciudad Altamirano. En este último lugar fue jefe de la policía judicial.
Braulia y Epifanio tuvieron tres hijos: Nereida, Blanca y Jaime.

## Lucha social
Epifanio creció en un contexto de desigualdad y marginación en el estado de Guerrero, y junto con su cuñado Florentino Jaimes, impulsaron entre los trabajadores de la construcción de riego la creación del Sindicato de Trabajadores del Encauzamiento de las Aguas del Río Amuco  en Chámacua, Guerrero.
En los años sesenta, Epifanio se integró a la Asociación Cívica Nacional Revolucionaria (ACNR), organización dirigida por Genaro Vázquez Rojas, a la cual pertenecía su cuñado Florentino.  

## Desaparición forzada
El 19 de abril de 1969 participó junto con otras personas en el asalto a un banco en el entonces Distrito Federal, luego de lo cual fue perseguido por la policía política.  Un mes después, el 19 de mayo de 1969, fue detenido de manera ilegal en Coyuca de Catalán, Guerrero. Un día después fue entregado al general Miguel Bracamontes, jefe de la zona militar en Chilpancingo, quien lo trasladoó al Campo Militar Número Uno.  El Comité Pro Defensa de Presos, Perseguidos, Desaparecidos y Exiliados Políticos de México (después nombrado Comité Eureka), lo registró como el primer detenido-desaparecido en México.
En la recomendación emitida en 2023 por la CNDH se refiere al caso de Epifanio Avilés como V158. En la misma se detalla que en el operativo para su detención participaron 33 elementos del ejército y que fue su cuñada quien presenció que lo subieron a un vehículo aéreo militar para trasladarlo a la cárcel clandestina que operaba en el Campo Militar Numero Uno.
En los Archivos de la represión se encuentra una ficha realizada por la Dirección Federal de Seguridad en la que se le señala como prófugo. De acuerdo a la CNDH, esta fue una estrategia de la policía política para ocultar la desaparición forzada de personas durante el terrorismo de Estado en México.  La misma Comisión indica que "V158 sufrió detención arbitraria, tratos crueles, inhumanos y degradantes y sigue en calidad de desaparecido."

## Búsqueda de Epifanio
Su esposa Braulia Jaimes Hernández y su hija Nereida Avilés Jaimes han buscado a Epifanio por más de cincuenta años. Al momento de la desaparición de Epifanio, Nereida, Blanca y Jaime tenían ocho, seis y cuatro respectivamente.

En el proyecto Huellas de la memoria, Braulia escribió: 
Me llamo Braulia Jaimes, busco a mi esposo Epifanio Avilés, desaparecido político desde el 9 de mayo de 1969, en Ciudad Altamirano, los responsables son el Gral. Miguel Bracamontes, Arturo Acosta Chaparro y Miguel Nazar Haro. Epifanio, te he buscado y seguiré buscando con todas mis fuerzas hasta encontrarte." 
Huellas de la memoria es un proyecto de la sociedad civil en el que se han recolectado cientos de pares de zapatos de familiares de personas desaparecidas para documentar y visibilizar la desaparición. Los zapatos de los familiares en los que se graba un mensaje a las personas desaparecidas representan el caminar en la búsqueda de sus seres queridos. 